# Landtagswahlkreis Bochum IV
Der Landtagswahlkreis Bochum IV war ein Landtagswahlkreis in Nordrhein-Westfalen. Er umfasste zuletzt den Stadtbezirk Mitte der Stadt Bochum.
Zur Landtagswahl 2000 verlor Bochum einen Wahlkreis. Bochum IV wurde so aufgelöst und sein Gebiet auf die umliegenden Wahlkreise in Bochum und Herne aufgeteilt.
Sein Vorgängerwahlkreis Bochum-Nordwest wurde bei der ersten Wahl 1947 noch von der CDU gewonnen, danach gewann stets die SPD das Direktmandat.

## Wahlkreissieger
| Jahr | Wahlkreisname       | Direktmandat           | Partei |
| ---- | ------------------- | ---------------------- | ------ |
| 1947 | 102 Bochum-Nordwest | Josef Schirpenbach     | CDU    |
| 1950 | 102 Bochum-Nordwest | Heinrich Hossiep       | SPD    |
| 1954 | 102 Bochum-Nordwest | Heinrich Hossiep       | SPD    |
| 1958 | 102 Bochum I        | Heinrich Hossiep       | SPD    |
| 1962 | 102 Bochum I        | Heinrich Hossiep       | SPD    |
| 1966 | 105 Bochum I        | Friedhelm Simelka      | SPD    |
| 1970 | 105 Bochum I        | Friedhelm Simelka      | SPD    |
| 1975 | 105 Bochum I        | Christoph Zöpel        | SPD    |
| 1980 | 127 Bochum IV       | Christoph Zöpel        | SPD    |
| 1985 | 127 Bochum IV       | Christoph Zöpel        | SPD    |
| 1990 | 127 Bochum IV       | Birgit Marlies Fischer | SPD    |
| 1995 | 127 Bochum IV       | Birgit Marlies Fischer | SPD    |